# Ichikawa Shinnosuke
Ichikawa Shinnosuke (市川 新之助?) è il nome d'arte utilizzato da una serie di attori kabuki appartenenti alla famiglia Ichikawa. Sebbene la maggior parte di essi avesse diretti legami di sangue, diversi Shinnosuke erano in realtà stati adottati dal predecessore. 

Il mon della famiglia Ichikawa.

La linea dei Shinnosuke è specializzata nell'interpretazione di un certo numero di ruoli rappresentati in una serie di opere chiamata Kabuki jūhachiban ("Le diciotto migliori opere kabuki"), che rappresenta una vera e propria mostra delle specialità della famiglia Ichikawa.
Nell'ambiente del teatro kabuki, il nome Shinnosuke è molto famoso ed importante e riceverlo è considerato uno dei massimi onori. Per questo, così come accade per altri nomi di scena, esso è formalmente concesso in una cerimonia chiamata shūmei in cui diversi attori cambiano formalmente il proprio nome. Il nome Shinnosuke è infatti spesso un nome intermedio nella carriera di un attore della famiglia Ichikawa; chi lo riceve potrà poi ricevere il nome di Ichikawa Ebizō e di Ichikawa Danjūrō (solitamente in questo ordine, anche se è capitato che alcuni attori abbiano adottato il nome Ebizō successivamente a quello di Danjūrō).
Il simbolo della famiglia Ichikawa, ossa il loro mon, è composto da tre quadrati inseriti l'uno dentro l'altro ed è chiamato mimasu o sanshō (三升?). 

## Linea di successione
Di seguito è riportato l'elenco in ordine cronologico degli attori a cui è stato concesso il nome Ichikawa Shinnosuke, le date tra parentesi rappresentano il periodo in cui essi hanno portato il nome Shinnosuke .
- Ichikawa Shinnosuke I (agosto 1794 — 1797) — Nipote di Danjūrō V; successivamente conosciuto come Ichikawa Ebizō V e poi come Ichikawa Danjūrō VII, creò la raccolta chiamata Kabuki jūhachiban.[2]
- Ichikawa Shinnosuke II (novembre 1823 — febbraio 1825) — Figlio maggiore di Shinnosuke I; successivamente come Ebizō VI e poi come Ichikawa Danjūrō VIII, si suicidò ad Osaka.[3]
- Ichikawa Shinnosuke III (fino a febbraio 1844) — Terzo figlio di Shinnosuke I; successivamente conosciuto come Ichikawa Ebizō VII.
- Ichikawa Shinnosuke IV (da luglio 1863) — Settimo figlio di Shinnosuke I, fratello di Ichikawa Danjūrō IX; successivamente conosciuto come Ichikawa Ebizō VIII.
- Ichikawa Shinnosuke V (maggio 1913 — gennaio 1957) — marito della figlia di Danjūrō IX.
- Ichikawa Shinnosuke VI (maggio 1958 — ottobre 1969) — Figlio maggiore di Danjūrō XI; successivamente conosciuto come Ebizō X e Danjūrō XII, è stato per ora l'ultimo appartenente alla famiglia Ichikawa a cui fosse concesso il nome di Danjūrō.[4]
- Ichikawa Shinnosuke VII (maggio 1985 — aprile 2004) — Figlio di Shinnosuke VI; successivamente conosciuto come Ichikawa Ebizō XI, è l'attuale portatore del nome Ebizō.